# Bygningsreglement
Et bygningsreglement var i tiden forud for planlovreformen i 1970-erne et regelsæt for byggeri i landsognenes tættere bebyggede områder. Bygningsreglementer blev udarbejdet og godkendt af de stedlige kommunalbestyrelser (sogneråd), når bebyggelsesudviklingen gjorde dette påkrævet.

## Baggrund og lovgrundlag
Baggrunden for fremkomsten af bygningsreglementer var ønsket om at sikre, at der ikke skete et hovedløst og uforsvarligt byggeri. Man ønskede at sikre, at byggeriets udformning blev hensigtsmæssig under hensyn til vejene og disses klasse. For at sikre dette, blev det ved lov i 1876 gjort muligt for justitsministeriet at udvide bestemmelserne i bygningslov for købstæder eller den specielle bygningslov for Frederiksberg af 12. januar 1858 (helt eller delvist) til at gælde for samlede landdistrikter eller dele af disse. 
Grundlaget for bygningsreglementer var Lov angaaende Tilvejebringelsen af Bygningsreglementer for Landdistrikter af 11. februar 1876, jævnfør Lov angaaende yderligere Regler for Tilvejebringelsen af Bygningsreglementer for Landdistrikter og Bygningsvedtægter for Købstæderne af 5. december 1894, Lov angaaende yderligere Regler for Tilvejebringelsen af Bygningsreglementer for Landdistrikter af 23. april 1915.

## Bygningsreglementers indhold
Et bygningsreglement indeholdt i almindelighed følgende:
1. afgrænsning af det område eller de områder for hvilke, det var gældende;
2. bestemmelser om veje og gaders bredde,
3. bestemmelser om byggelinje, det vil sige en zone, hvor det ikke var tilladt at bygge, som regel udtrykt ved afstand fra vejens midte;
4. bestemmelser om hjørneafskæringer;
5. bestemmelser om vejadgange;
6. bestemmelser om fremspringende bygningsdele (karnapper og lignende);
7. bestemmelser om porte, døre, skodder og vinduer, der åbner udad mod gaden;
8. bestemmelser om bygningers højder og etageforhold;
9. bestemmelser om opholdsrums fri mindste højder;
10. bestemmelser om kældre og brystningsblænding samt kældres anvendelse;
11. bestemmelser om grundmuring, murtykkelser (herunder skillevægge);
12. bestemmelser om hvor og hvor ikke er tilladt vinduesåbninger;
13. bestemmelser om brandmure og anvendelse af brandfarligt byggemateriale;
14. bestemmelser om bjælkekonstruktioners tykkelse, herunder ved tagbærende konstruktioner;
15. bestemmelser om taghældninger og udformninger, herunder materialevalg;
16. bestemmelser om tagrender og nedløbsrør;
17. bestemmelser om ildsteder og opvarmning samt skorstensrørs udformning;
18. bestemmelser om grundes ubebyggede arealers mindste størrelse;
19. bestemmelser om tilsyn ved en dertil oprettet bygningskommission;
20. bestemmelser om bygningsprojekt (tegninger);
21. bestemmelser om gebyrer;
22. bestemmelser om retsforfølgelse og bøder.

Derimod var der ikke i bygningsreglementerne bestemmelser til regulering af bygningernes anvendelse (bolig, forretning, industri) og ej heller bestemmelser om andre byplanforhold.

## Gyldighed
Bygningsreglementer havde gyldighed indtil landsbyggeloven af 1960. I mange tilfælde blev bygningsreglementerne rettet ved fremkomsten af byggeområdeplaner således, at de derefter alene indeholdt byggekonstruktive bestemmelser.
I forhold til bygningsreglementer udgjorde de partielle byplanvedtægters bestemmelser reelt en afløsning af disse, men som regel var blot tale om en detaljeret fastlæggelse af bygningsreglementets mere almene bestemmelser.